# Грязевые вулканы Азербайджана

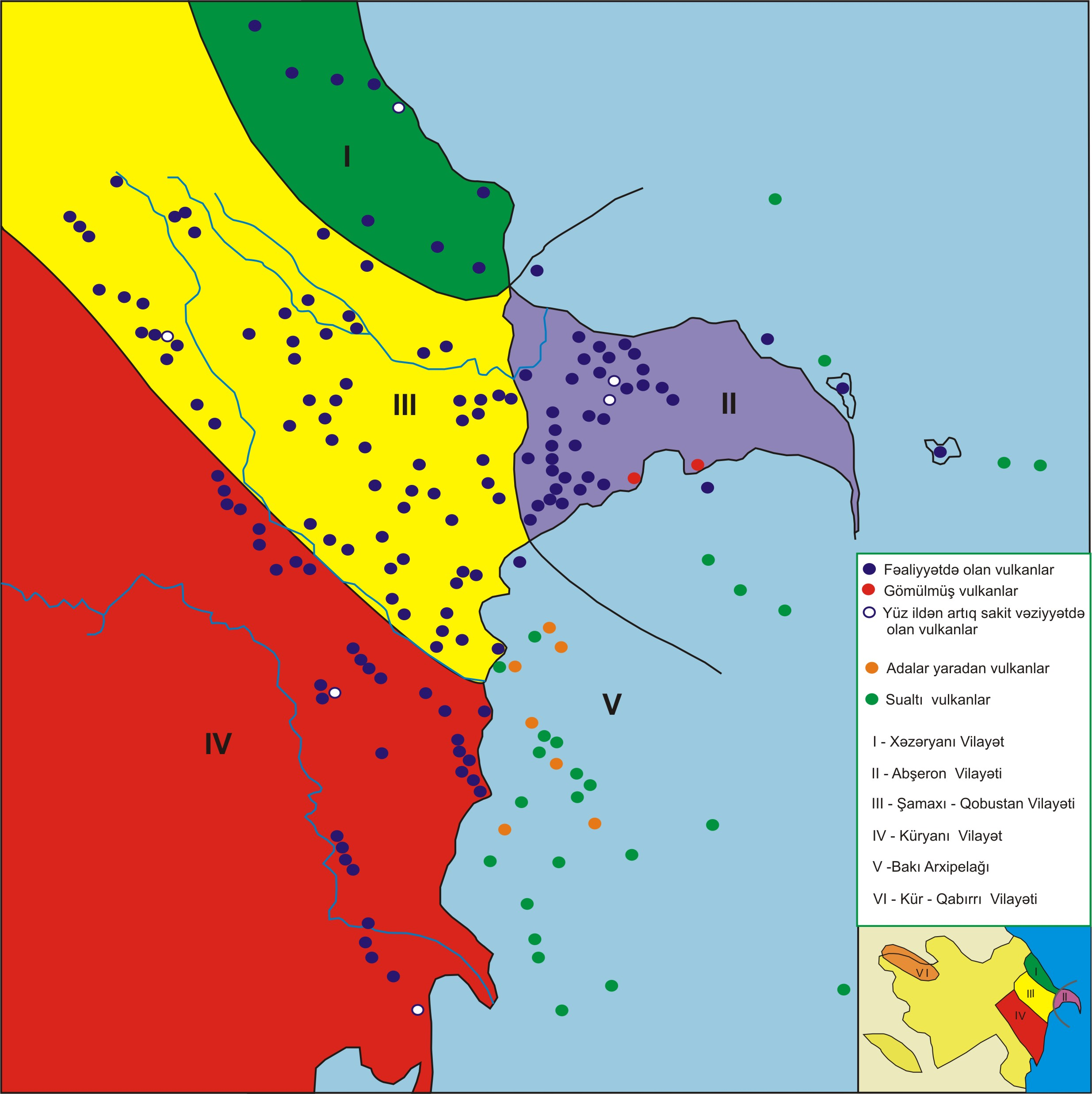
Карта грязевых вулканов Азербайджана

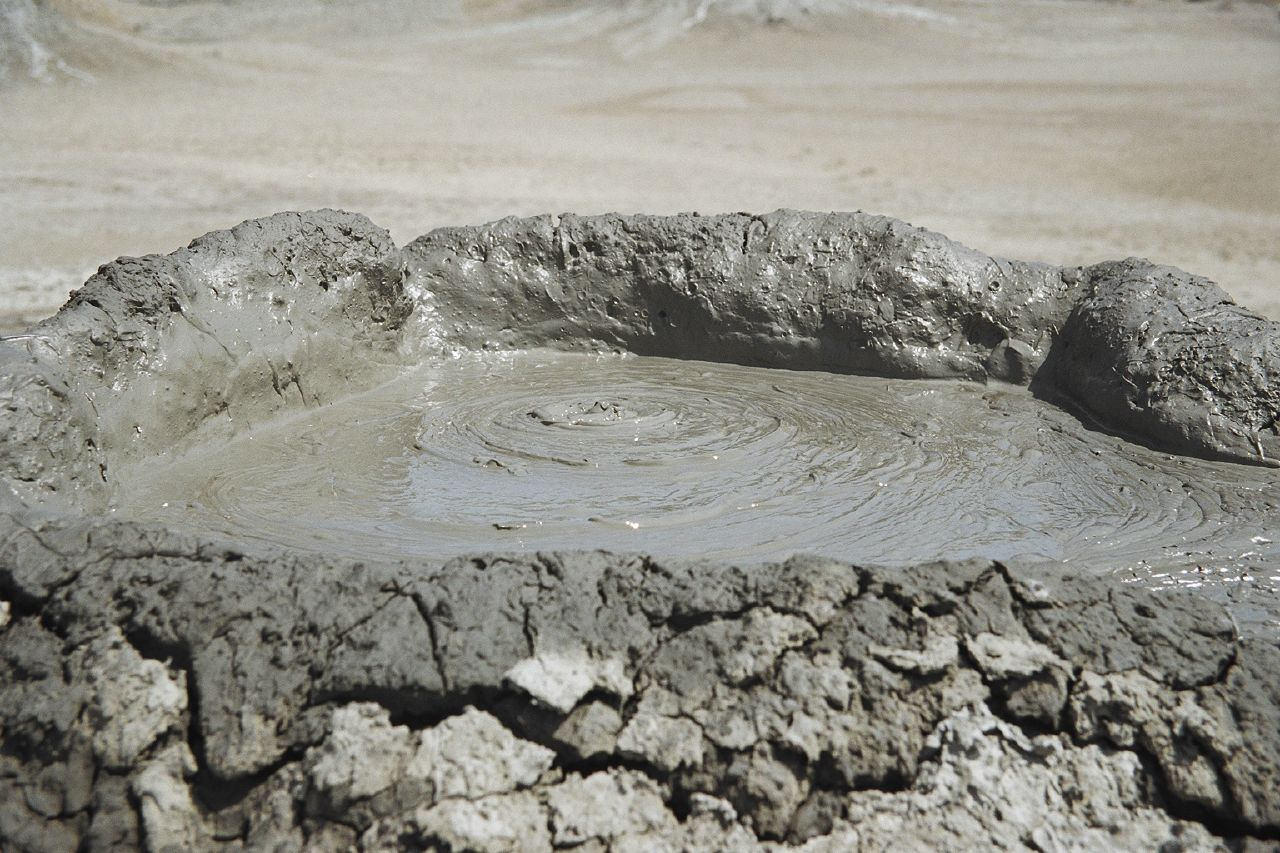
Грязевой вулкан в окрестностях города Гобустан

В Азербайджане действует более 350 из 2000 существующих на Земле грязевых вулканов.  
Вулканы расположены на востоке Азербайджана и в акватории Каспийского моря, на Абшеронском полуострове, группе островов вокруг Баку, Шамахе, Гобустане и юго-восточном Ширване. 
Около 60 % вулканов считаются активными. 
Самые известные и посещаемые грязевые вулканы находятся рядом с городом Гобустан.

## Происхождение
Грязевые вулканы появились на территории нынешней Азербайджанской Республики 25 млн лет назад.
Грязевые вулканы по происхождению связаны с нефтегазовыми месторождениями. На участках грязевых вулканов обнаружены богатые месторождения газоконденсата и нефти (Локбатан, Гарадаг, Нефтяные Камни, Мишовдаг и другие). Кроме того, грязь и жидкость, которую извергают грязевые вулканы, используют в качестве сырья для химической и строительной промышленности, а также для фармакологии.

## Народные названия
Наряду с географическим термином — «грязевые вулканы», в народе используют названия «янардаг» (горящая гора), «пильпиля» (терраса), «гайнача» (кипяток), «боздаг» (серая гора).

## Подводные грязевые вулканы

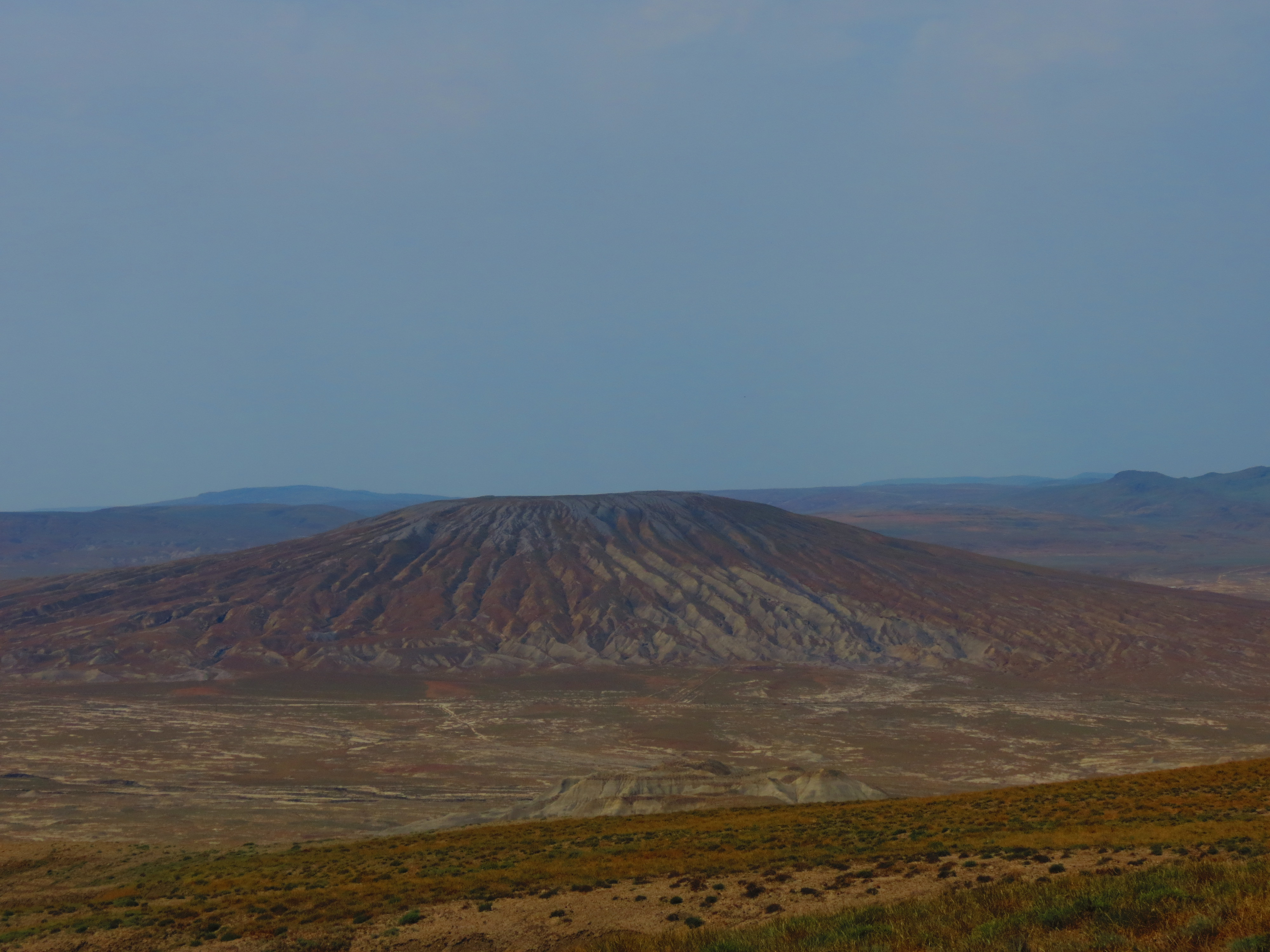
Торагай

В Азербайджане имеются также морские грязевые вулканы — на Каспийском море находится свыше 140 таких вулканов. На Бакинском архипелаге 8 островов появилось в результате деятельности грязевых вулканов.

## Извержение грязевых вулканов

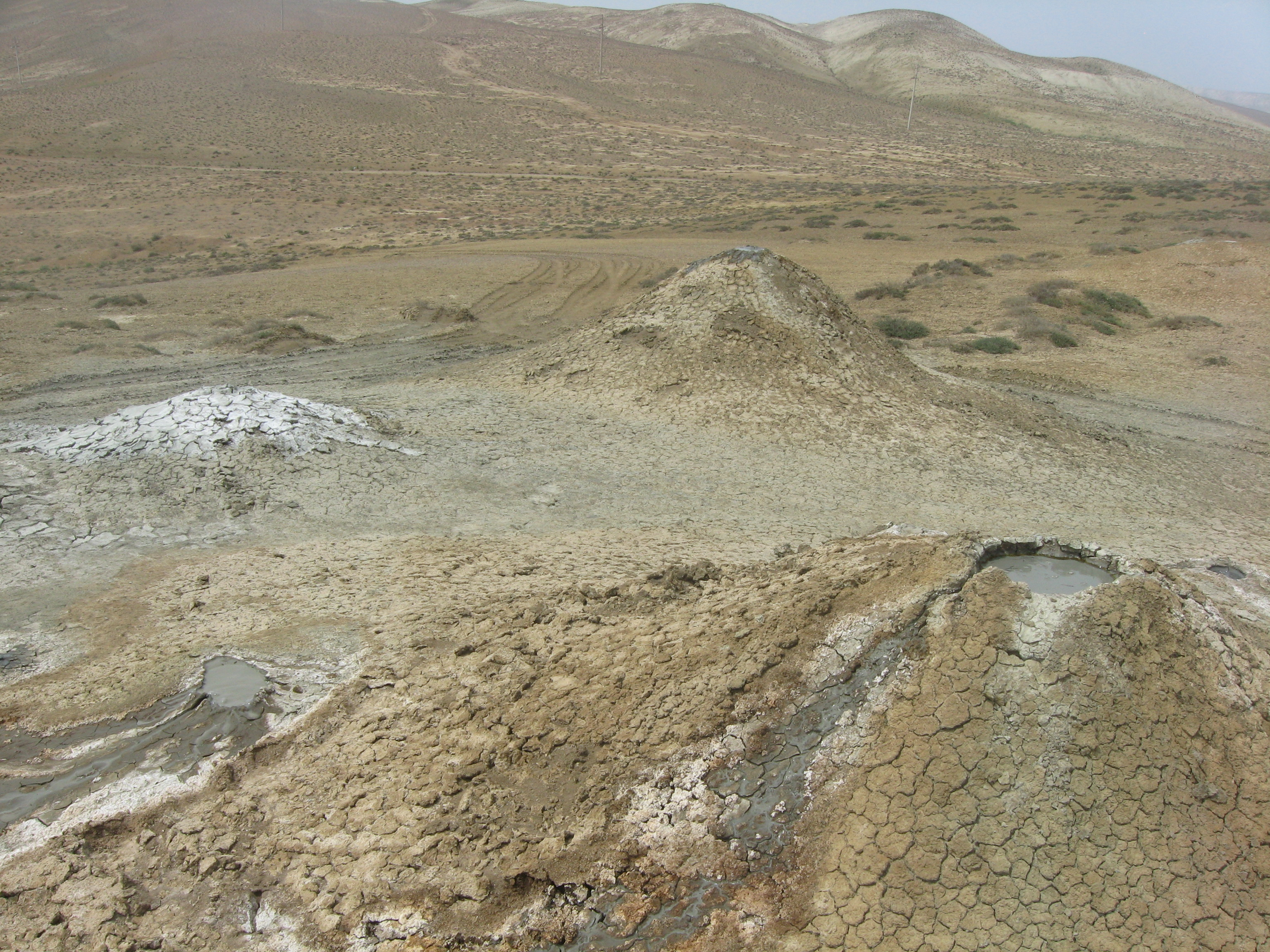
Грязевые вулканы Азербайджана

На территории Азербайджана с 1810 года по настоящее время из 50 вулканов произошло приблизительно 200 крупных извержений. Извержение грязевых вулканов сопровождается сильными взрывами и подземным гулом. Из глубоких пластов земли наружу выходят газы и сразу воспламеняются. Высота пламени над вулканом доходит до 1000 метров (вулкан Гарасу). Вулкан Торагай с 1841 по 1950 год извергался 6 раз.
26 января 2017 года в Гаджигабульском районе произошло извержение вулкана Ахтарма-Пашалы, считающегося одним из крупнейших в Азербайджане. Он находится в 35 км на юго-восток от города Ширван. Извержение продолжалось до самого утра, в небо была выброшена струя пламени высотой 30—35 метров.

### Айрантекен
Периодически извергающийся грязевой вулкан, многие извержения которого сопровождались подземными взрывами, пламенем, которое иногда достигало 500 м высоты. Вулкан Айрантекен имеет платовидную форму, находится в 65 км к юго-западу от Баку, на возвышенности с высотой 190 м. Первые извержения происходили в 1964—1990 годах, в результате чего по южному склону изливались грязевулканические потоки. Здесь выделяют 4 группы грязевулканических проявлений. Первая расположена в юго-западной части возвышенности и характеризуется нефтевыделяющими грифонами. Вторая, группа побольше, находится к северо-западу от современного извержения вулкана и характеризуется множеством активнодействующих микроформ, высота которых достигает 5—10 метров. Вокруг вулканического поля имеются несколько трещин, протяженность которых достигает 700—800 м, глубина — 2—3 м. Общий объем брекчии приблизительно достигает 500 млн м3, площадь покрова брекчии — около 805 гектар. В грязевулканических извержениях можно встретить много нефтеносных пород.

### Бахар
Вулкан, который имеет овальную форму, расположен в 55 км к юго-западу от Баку, в Алятской зоне. Возвышается над местностью на 45 м. Первое извержение произошло в 1853 году, последнее — в 1993 году. В общей сложности было 8 извержений. На вулканическом поле было зафиксировано около 30 действующих микроформ.

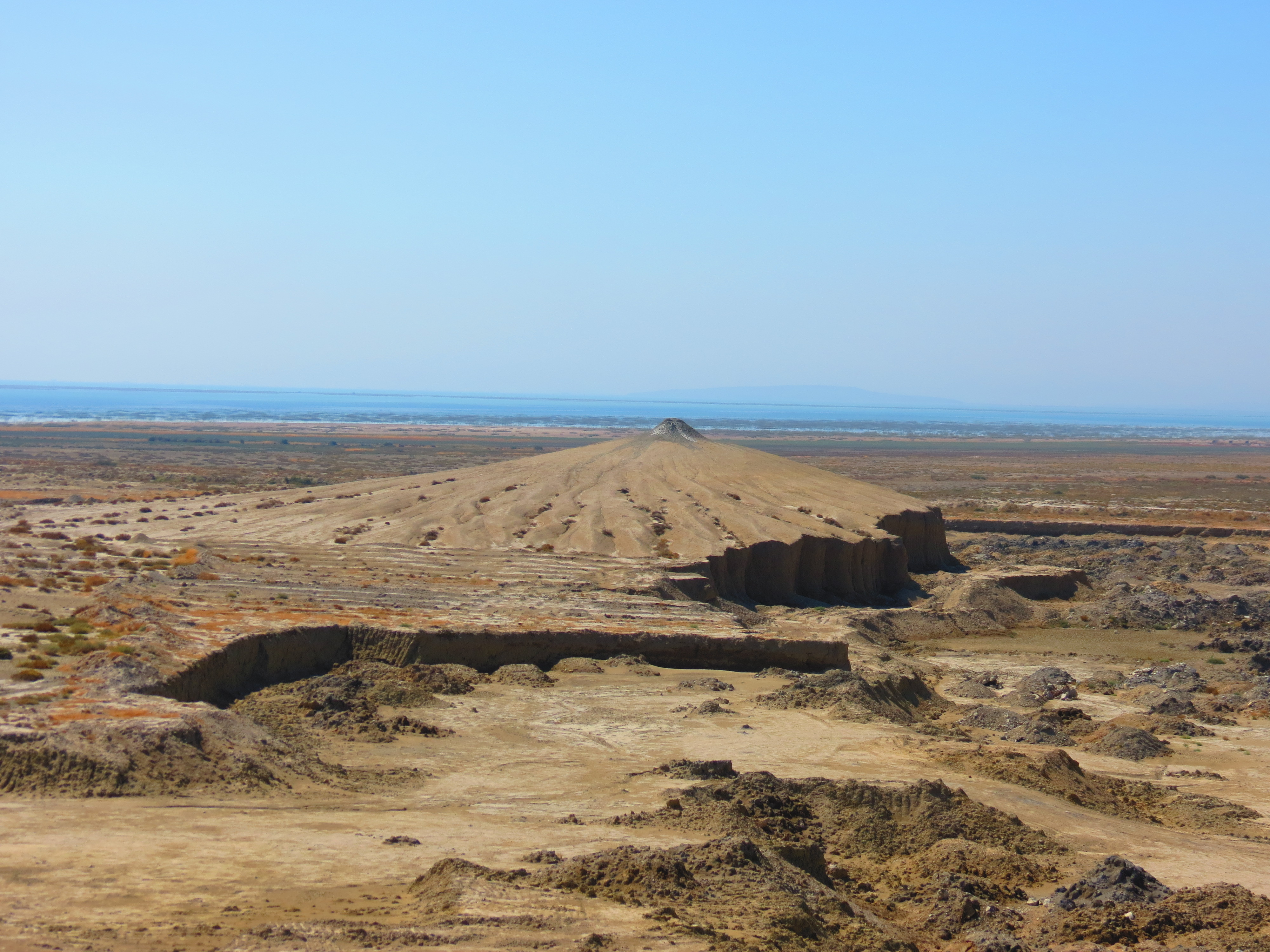
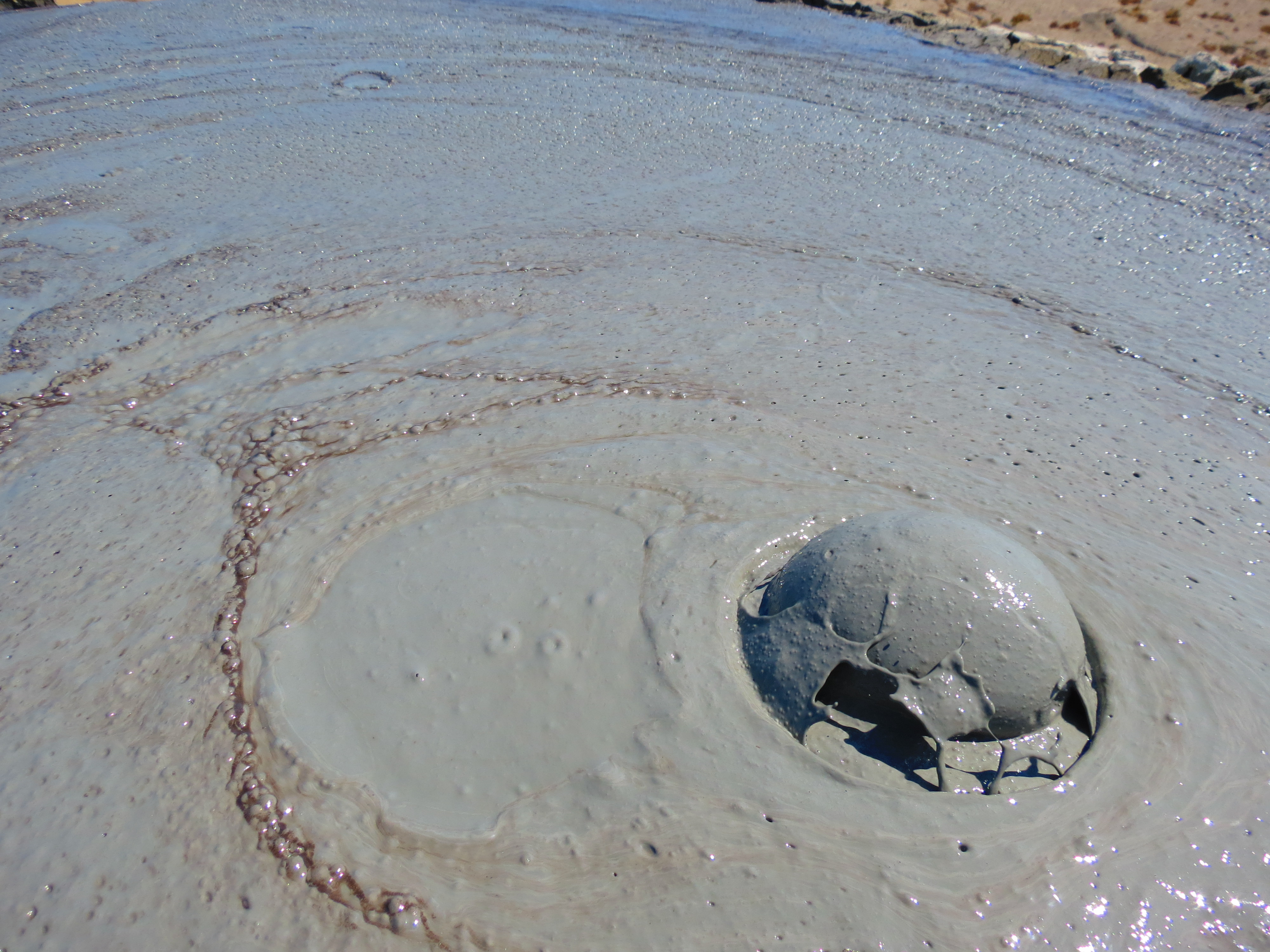
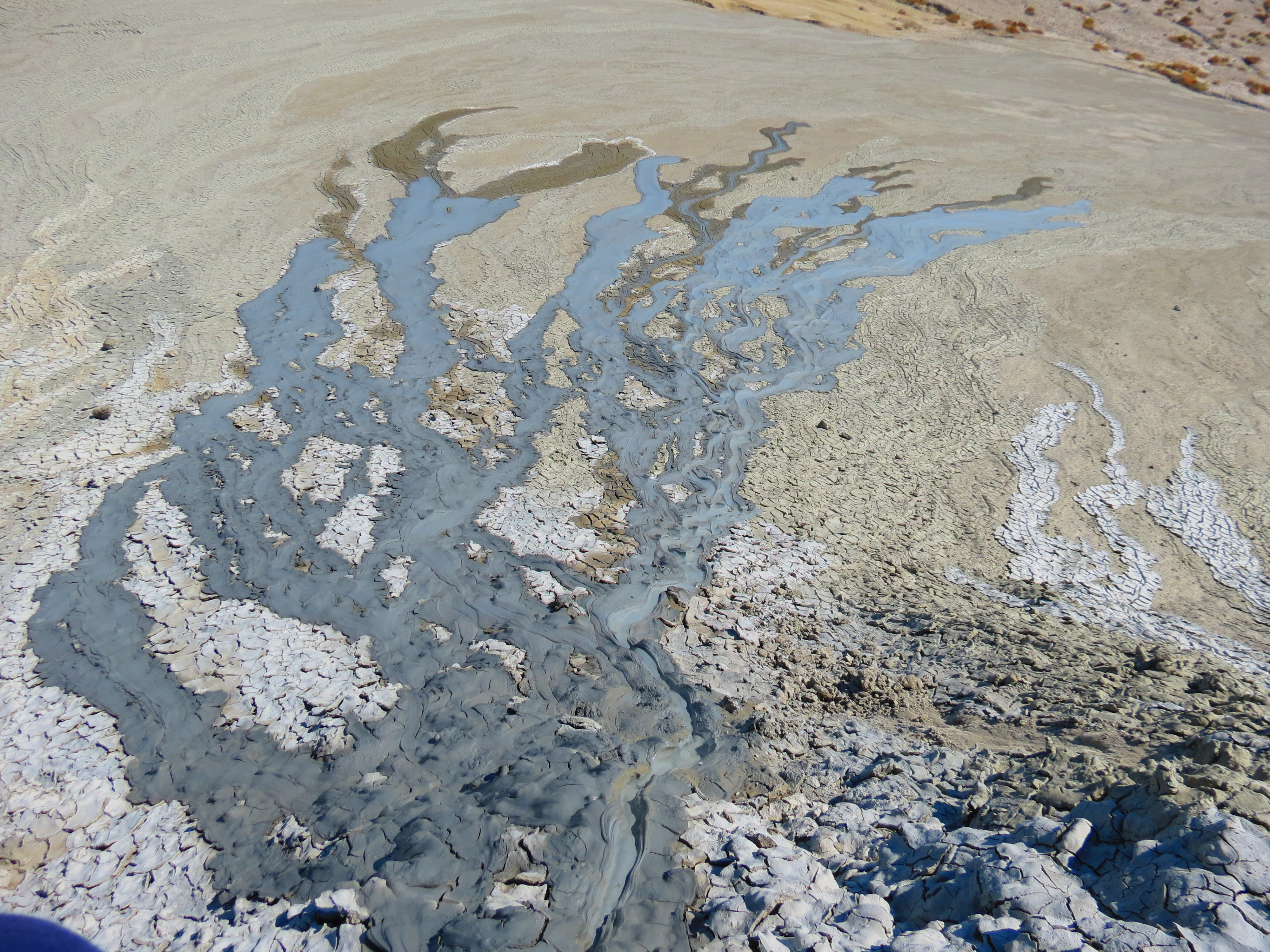
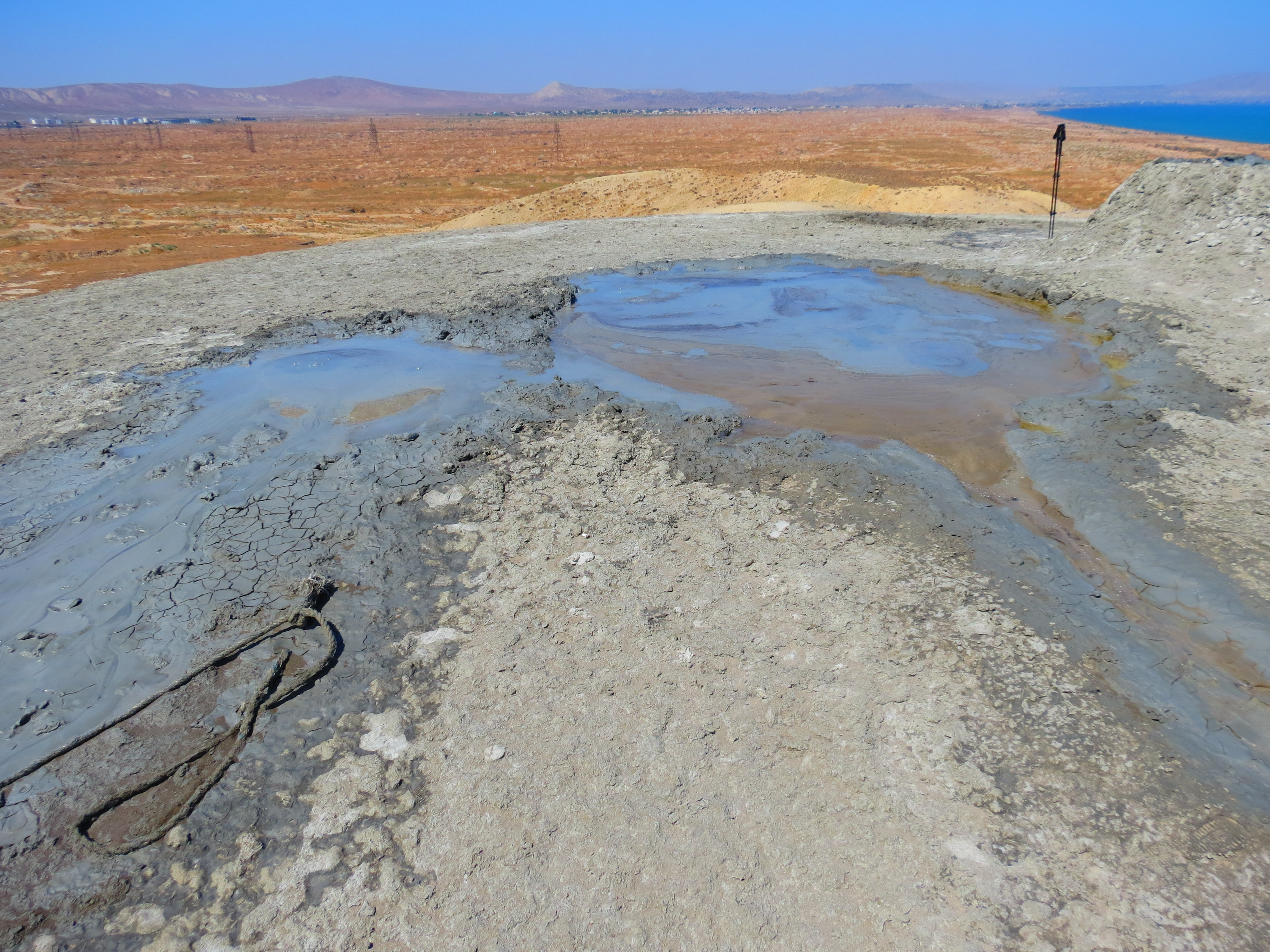
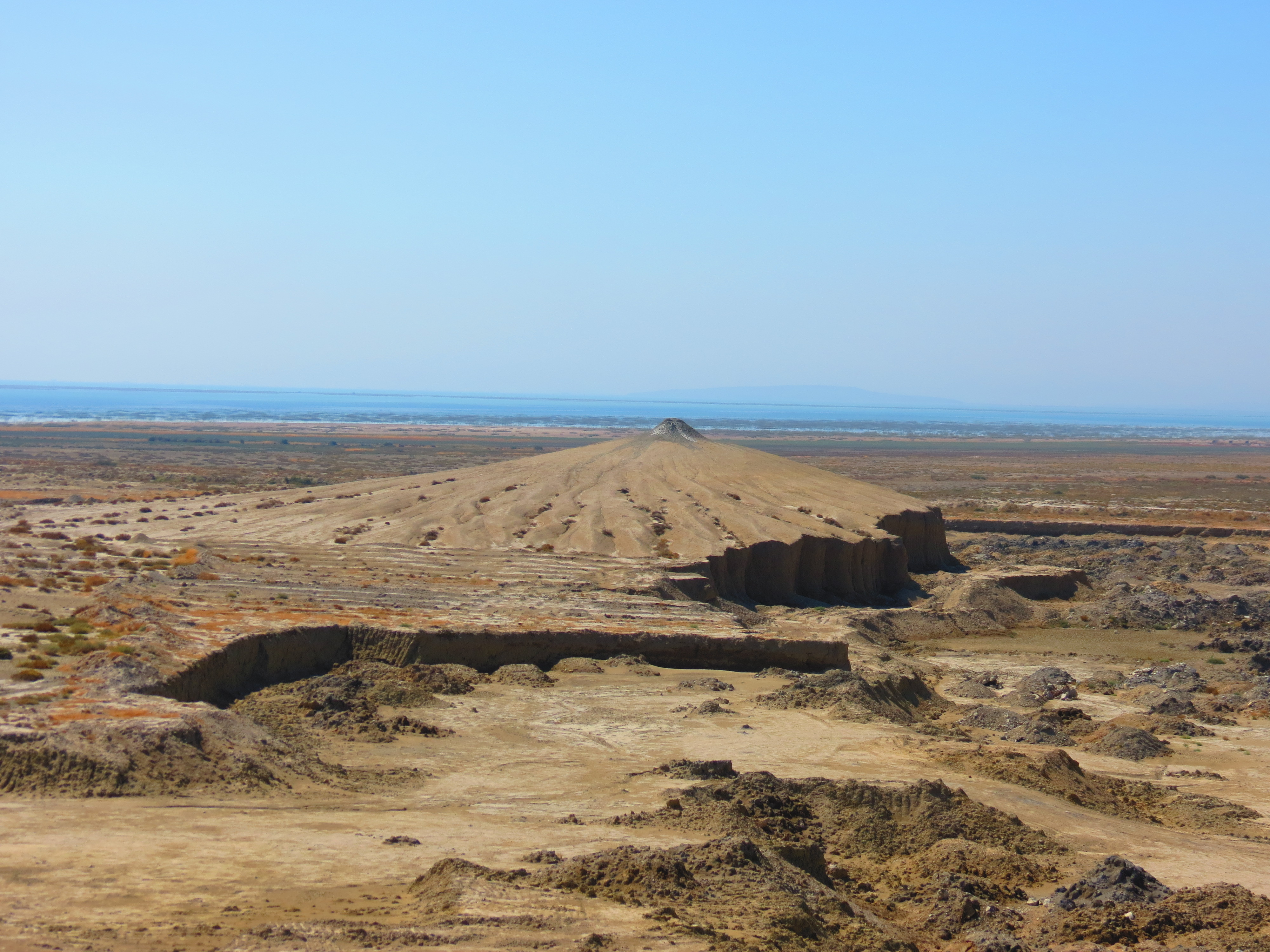
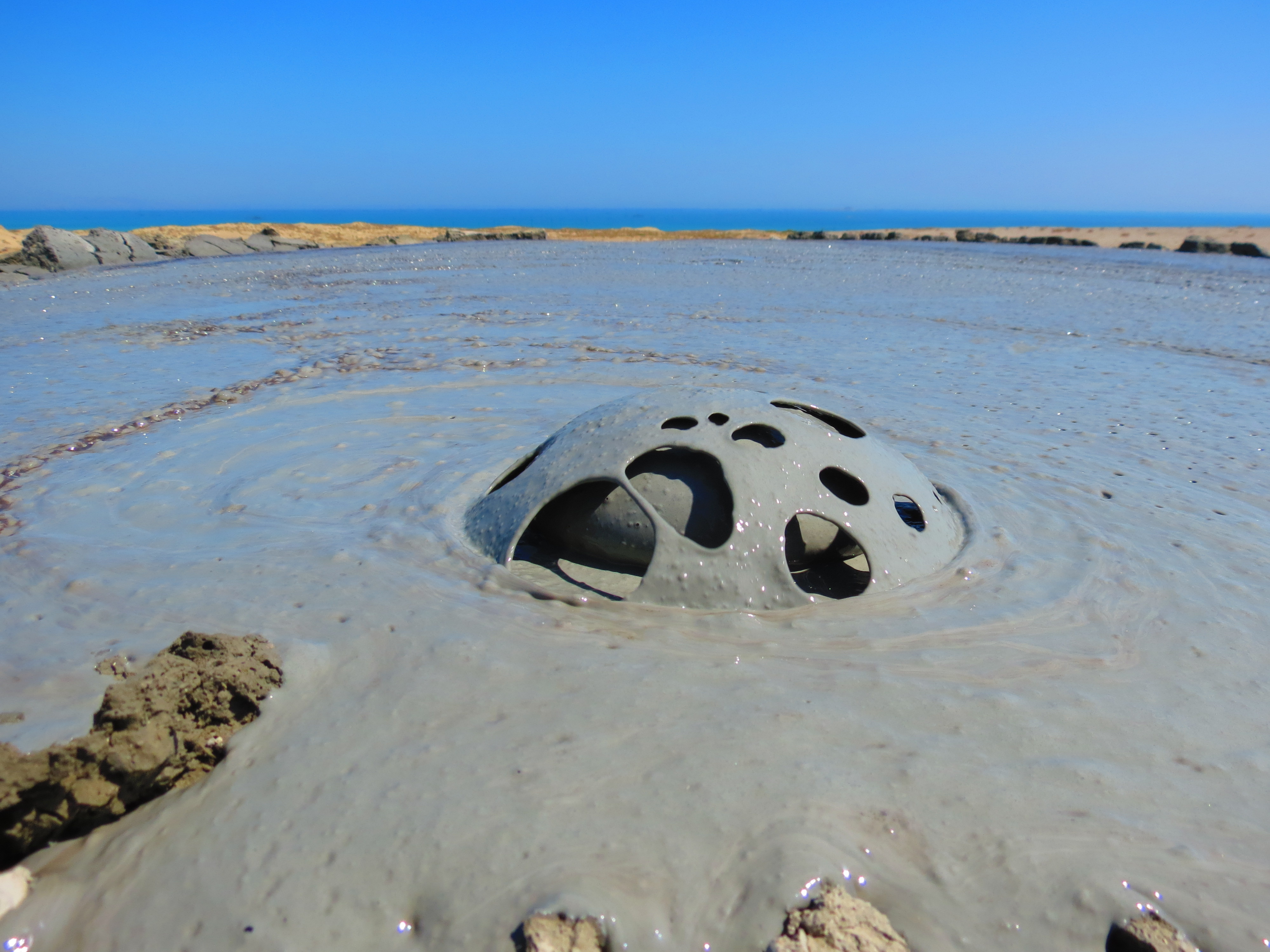
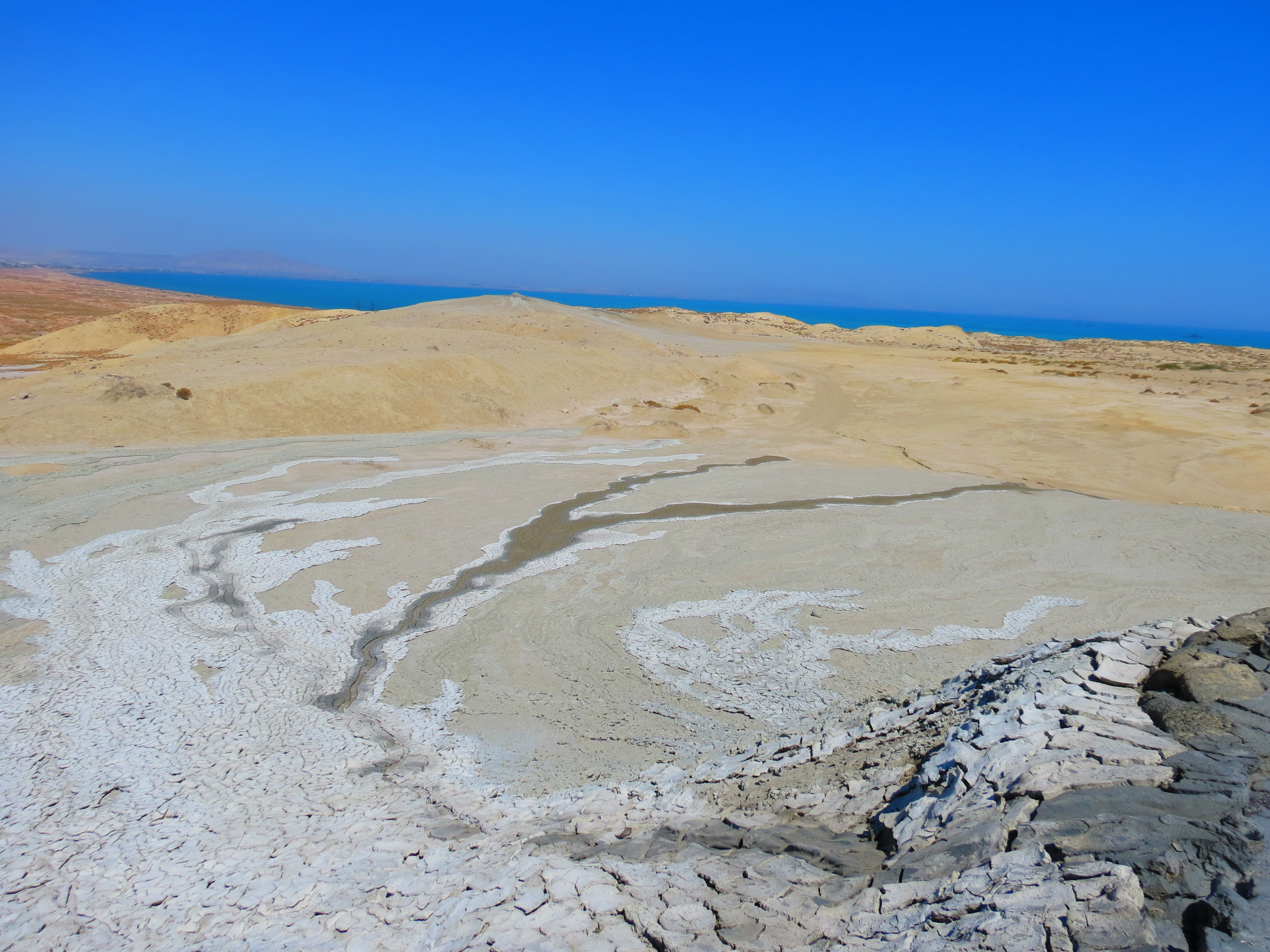
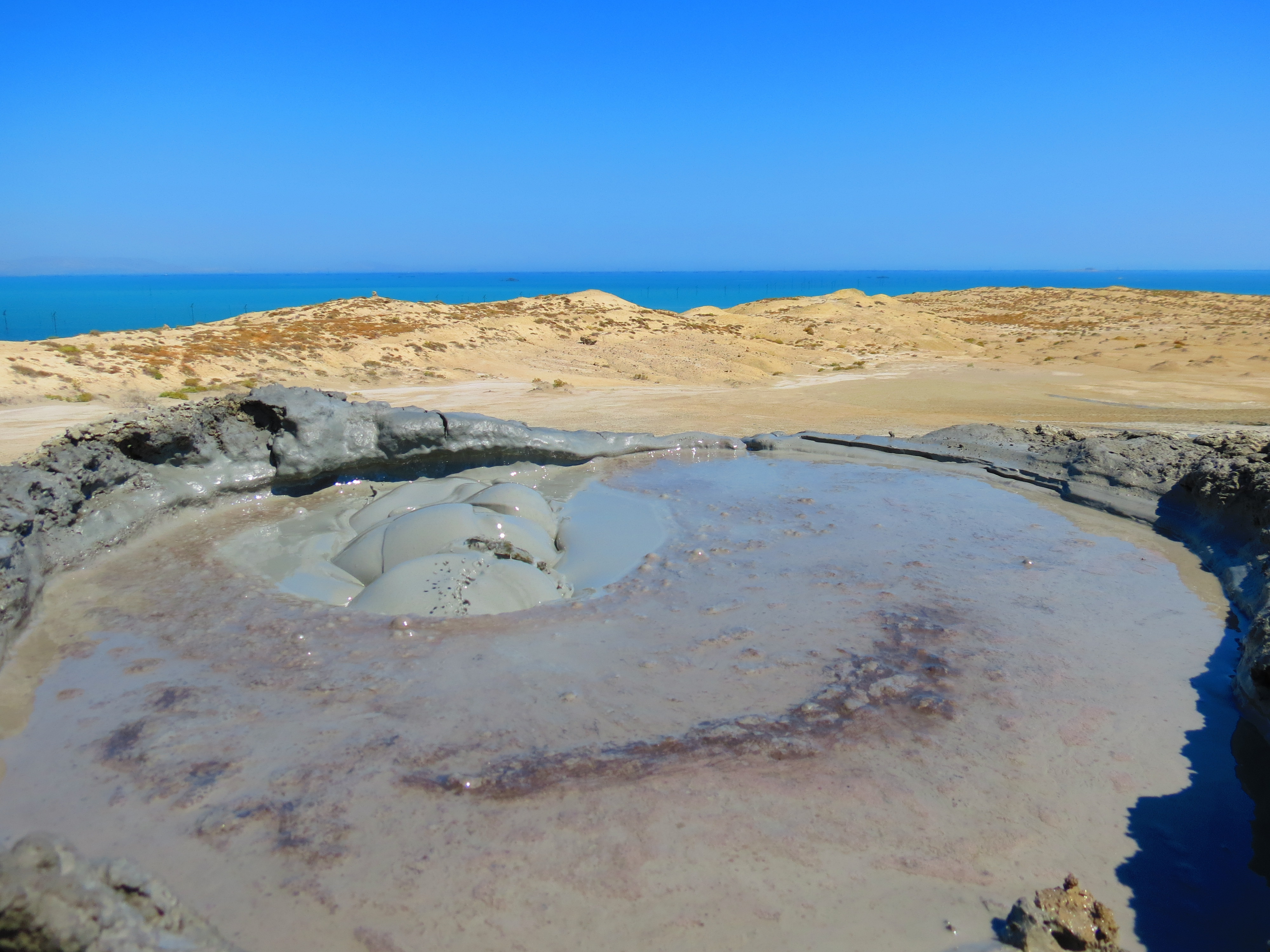

### Готурдаг
Вулкан находится в 70 км к юго-западу от столицы и всего в 3 км от вулкана Айрантекен. Диаметр вулкана составляет более 150 м, глубина доходит до 15—20 м. Средняя мощность извержения вулкана составляет 130 м. Готурдаг отличается своим проявлением от других вулканов Азербайджана. Грязь выжимается из поля как паста из тюбика кверху, затем, надламываясь, сползает вниз по склону вулкана. Впервые такое зрелище наблюдалось здесь в 1926 году. Этот процесс продолжался до 1966 года. После этого в октябре 1966 года и весной 1970 года происходили обычные извержения. Площадь покрова брекчии составляет 408 гектаров, общий объем вынесенной вулканом брекчии доходит до 530 млн. м3.

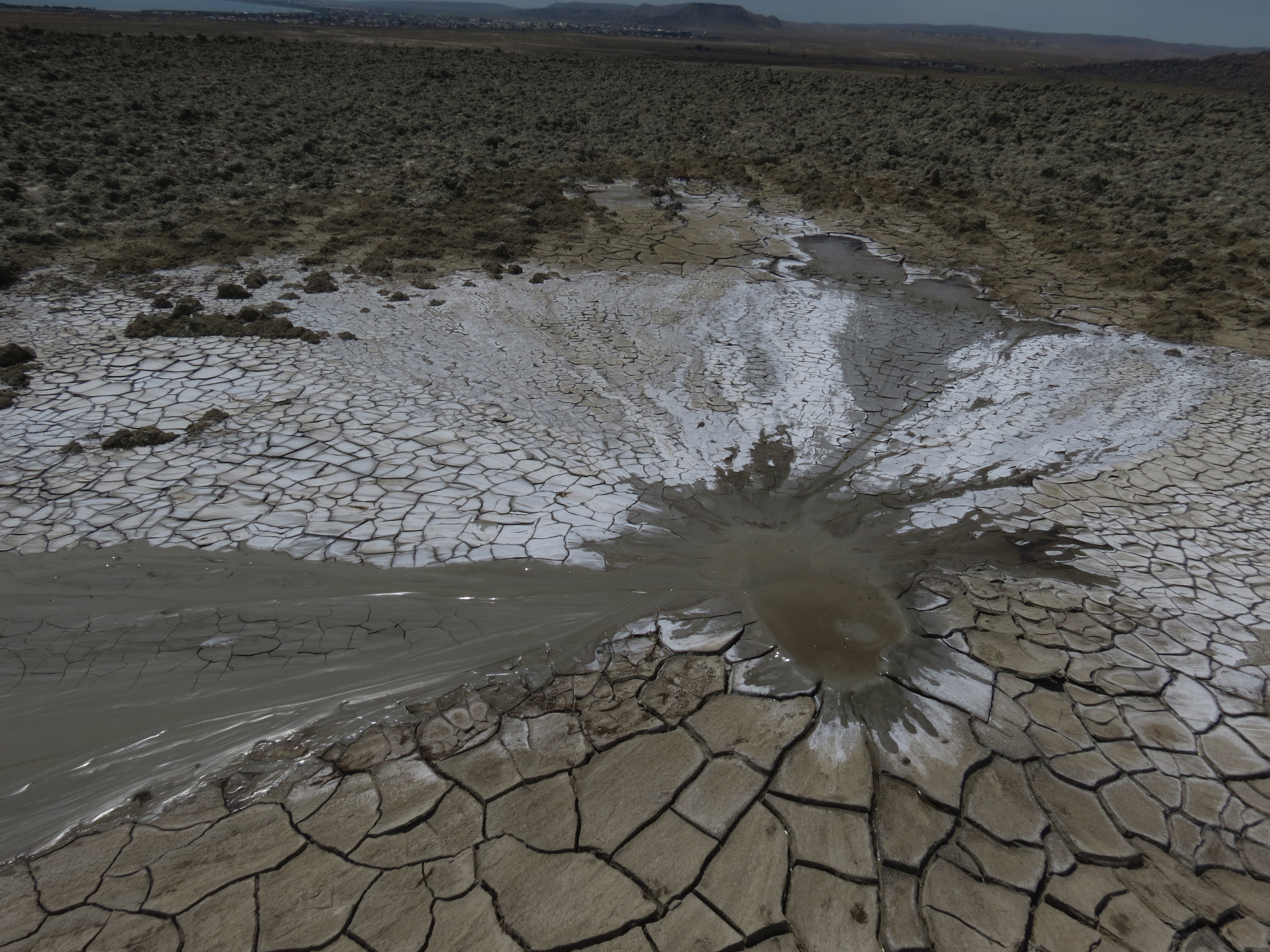
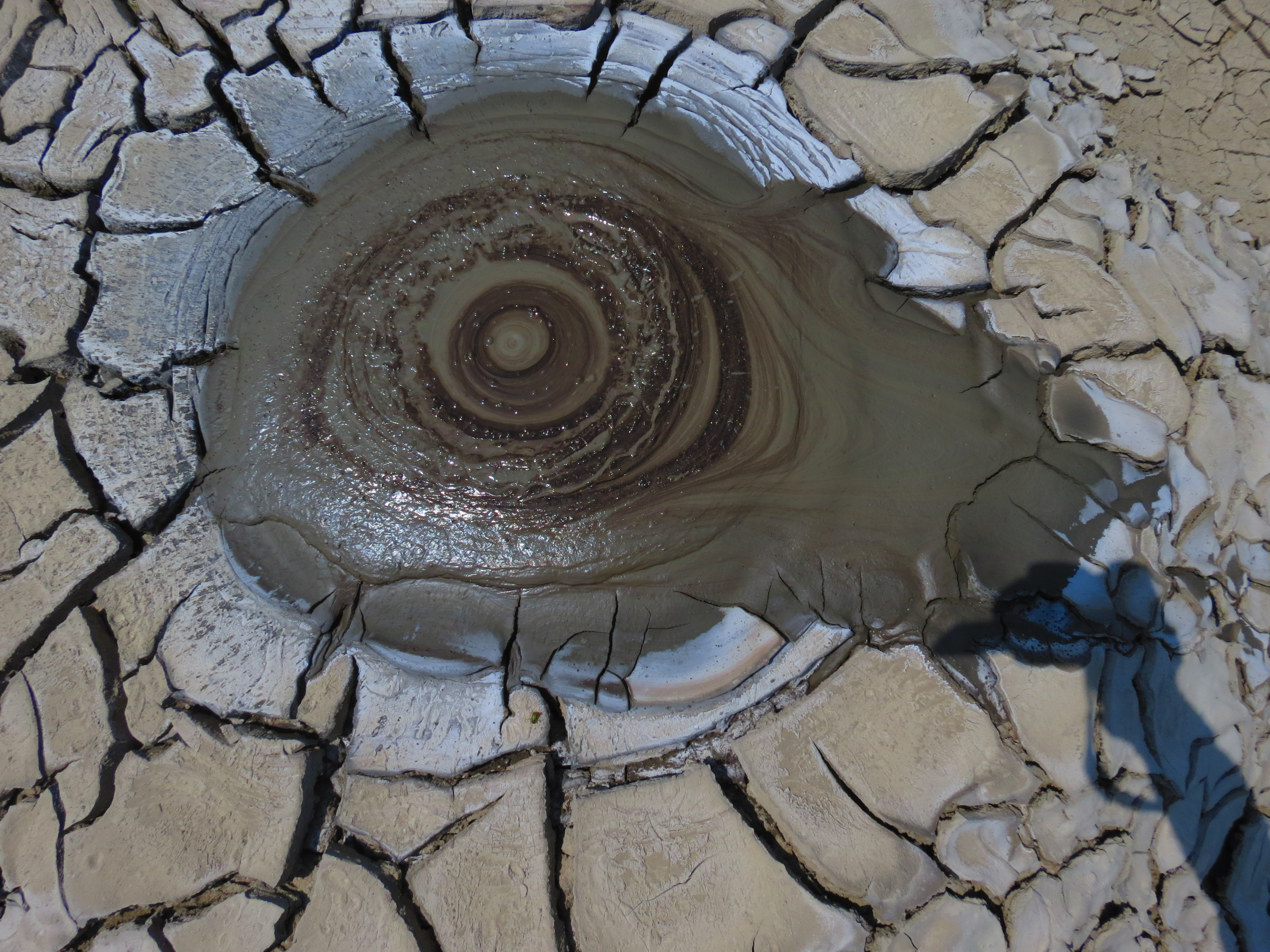
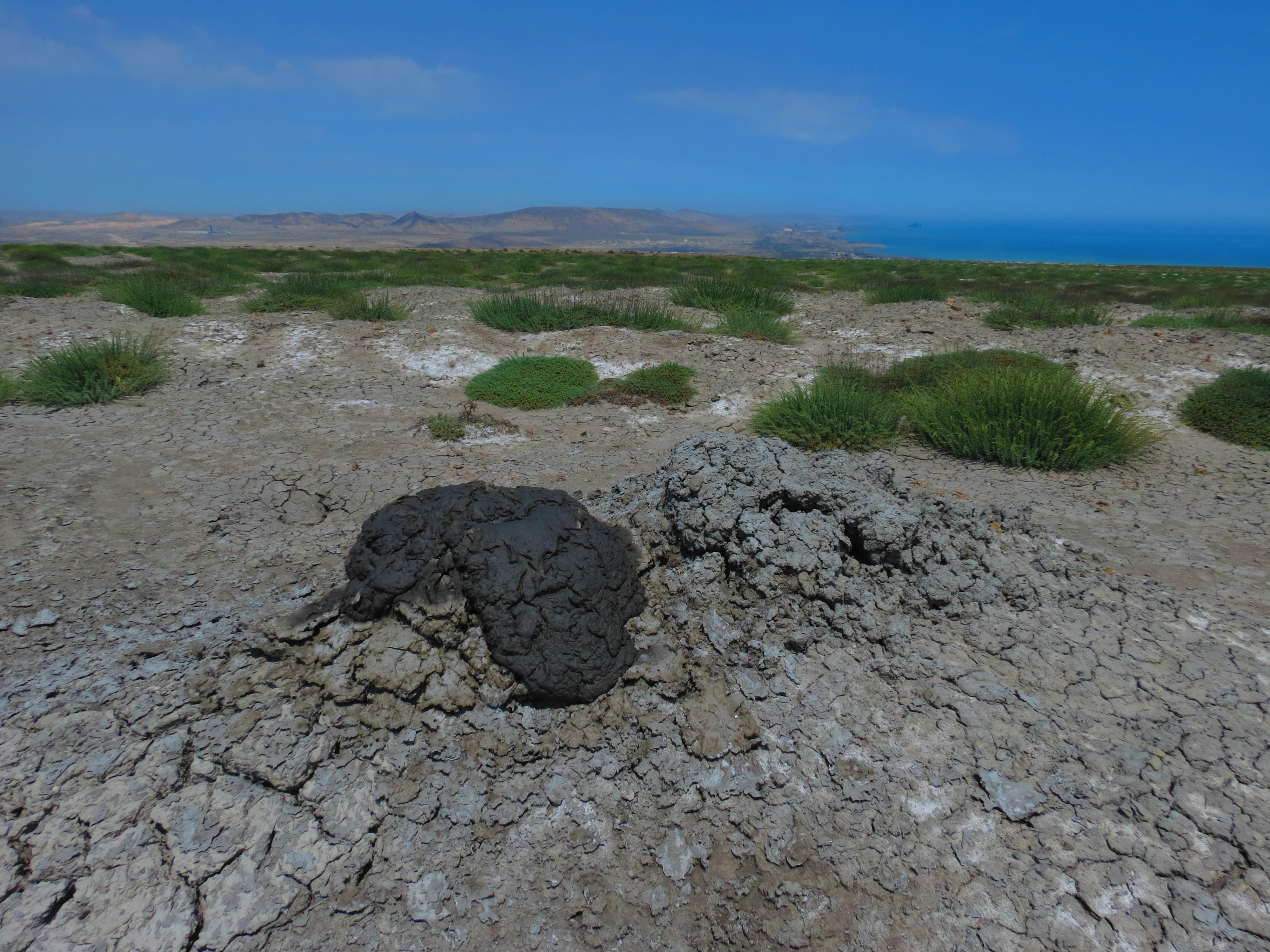
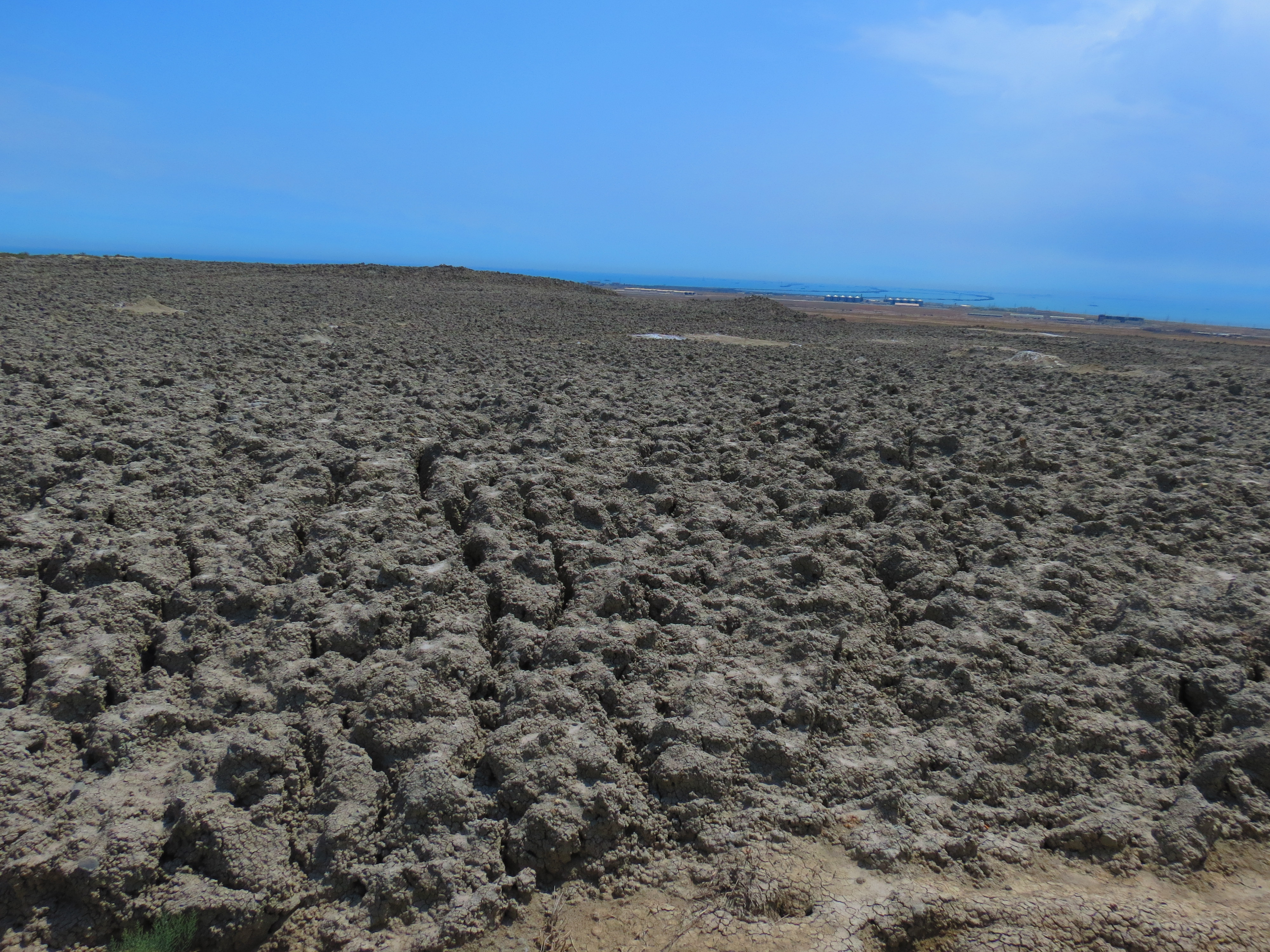
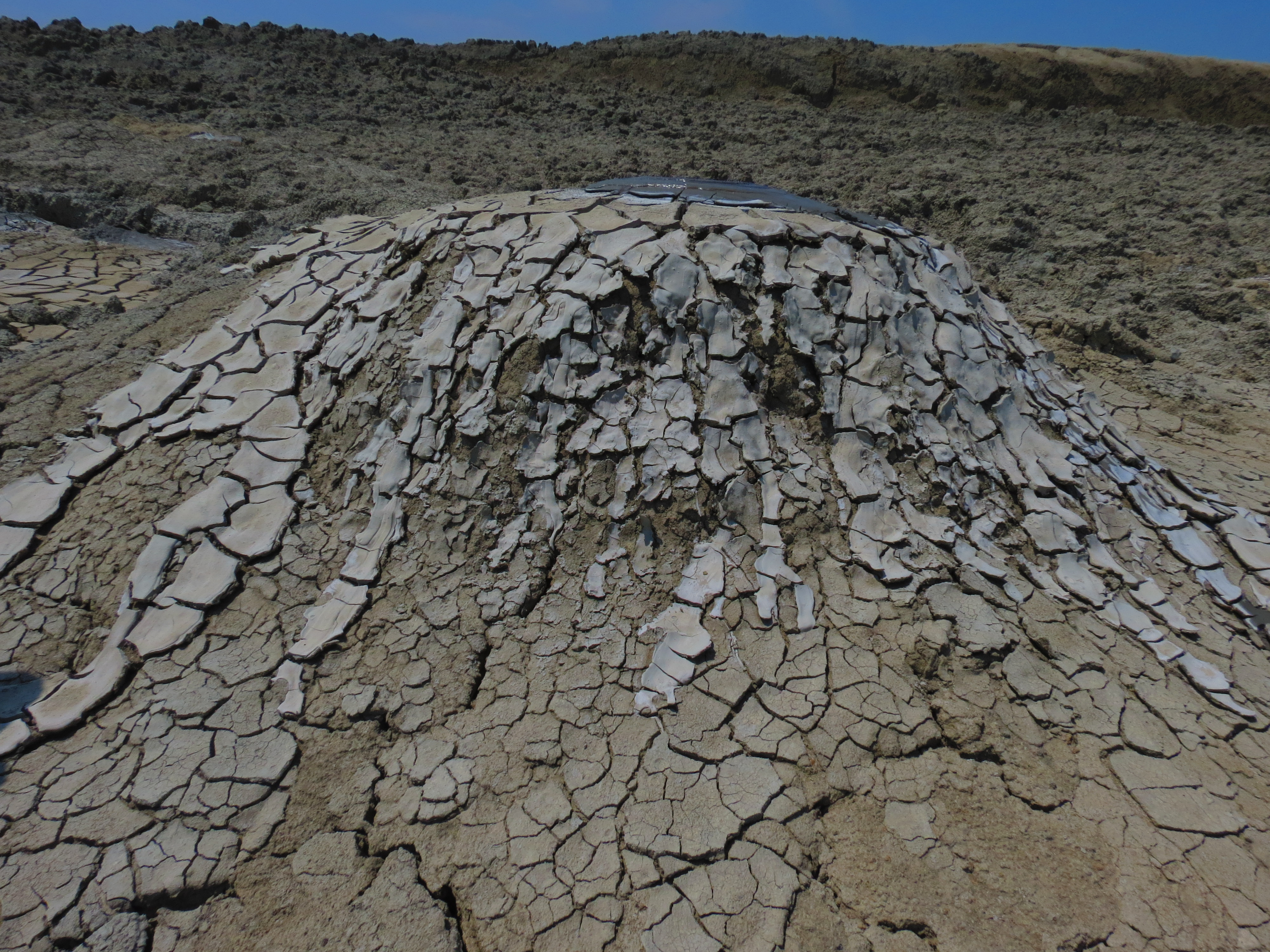
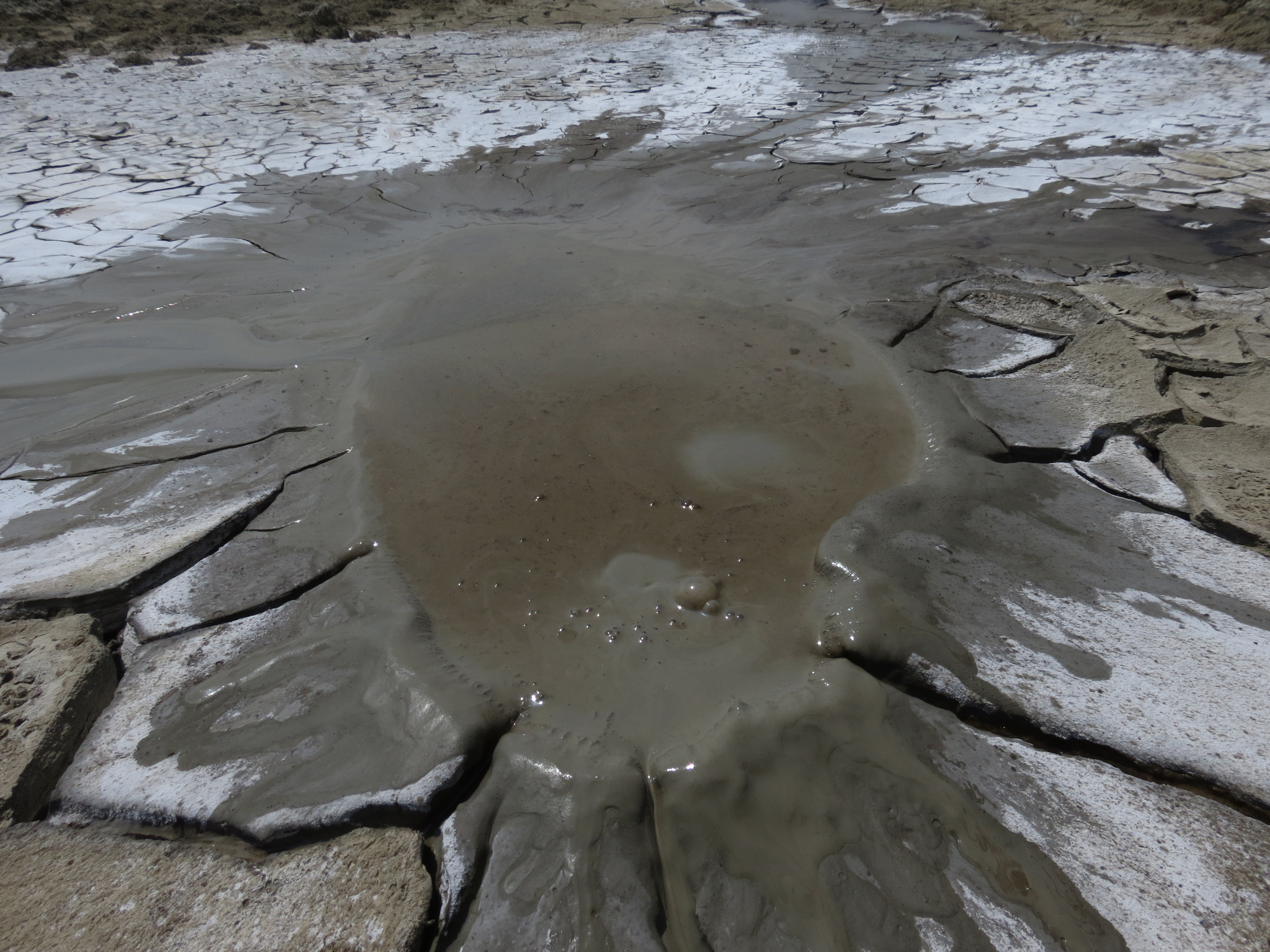

### Делянгез
Вулкан расположен в 65 км к юго-западу от Баку, недалеко от грязевого вулкана Дашгиль. Площадь распространения брекчии вулкана составляет 550 гектаров, средняя мощность покрова — 30 м. Вулкан представлен двумя группами микроформ. Первая расположена в восточной части кратерного вала, где невысокие сопки и грифоны выделяют газ, воду, грязь с частичками нефти. Вторая группа расположена в 500 м от первой и имеет сравнительно большую высоту (более 10 м) сопок и грифонов. Вторая группа на данный момент активная.

### Локбатан
Вулкан находится в 15 км от Баку, на территории посёлка Локбатан. Первое извержение вулкана произошло в 1828 году. С тех пор он извергался 17 раз. В 2001 году произошло очередное извержение.

### Лось
Вулкан находится на Бакинском архипелаге и является одним из самых крупных. Первое извержение вулкана произошло 17 февраля — 9 марта 1876 года, второе — 8 февраля 1923 года. Следующее извержение произошло 28 марта 1977 года. Третье извержение сопровождалось подземным гулом, столбом пламени высотой 1000 метров, так, что жители заметили его даже на расстоянии 70 км. Было зафиксировано локальное сотрясение земной коры. После извержения вулкана долгое время продолжалось «подземное горение».

### Отман-Боздаг
Извержение вулкана произошло 23 сентября 2018 года, в утренние часы. Высота пламени составляла 200—300 метров. На участке образовалось много трещин глубиной до 40 метров.

## Охрана грязевых вулканов
В 2007 году согласно указу президента Азербайджана Ильхама Алиева от 15 августа 2007 года был создан Государственный природный заповедник группы грязевых вулканов Баку и Абшеронского полуострова.
Распоряжение предписывало предпринять срочные меры по предотвращению строительных работ на территории грязевых вулканов Баку и Абшерона.
Для создания заповедников грязевых вулканов были выбраны те вулканы, которые резко выделялись в рельефе местности, располагались на высотах до 400 м, были активно действующими и находились на побережье Каспия, а также вблизи магистральных автодорог и населенных пунктов.
Для охраны природных памятников-вулканов были подключены районные управления и комитеты экологии, расположенные близ вулканов. На подступах к вулканам установлены охранные надписи, извещающие, что эти памятники природы охраняются государством и загрязнение, разрушение, проведение рядом с ними строительных и других работ запрещено.

### Памятники природы
В 1982 году по решению Совета министров Азербайджанской ССР № 167 вулканам Беюк Кениздаг, Айрантекен и Дашгиль, которые расположены в Гобустане и вулкану Локбатан в Локбатане был предоставлен статус памятника природы.
Созданный в 2007 году государственный природный заповедник группы грязевых вулканов Баку и Абшеронского полуострова предоставил 52 грязевым вулканам статус государственного заповедника.

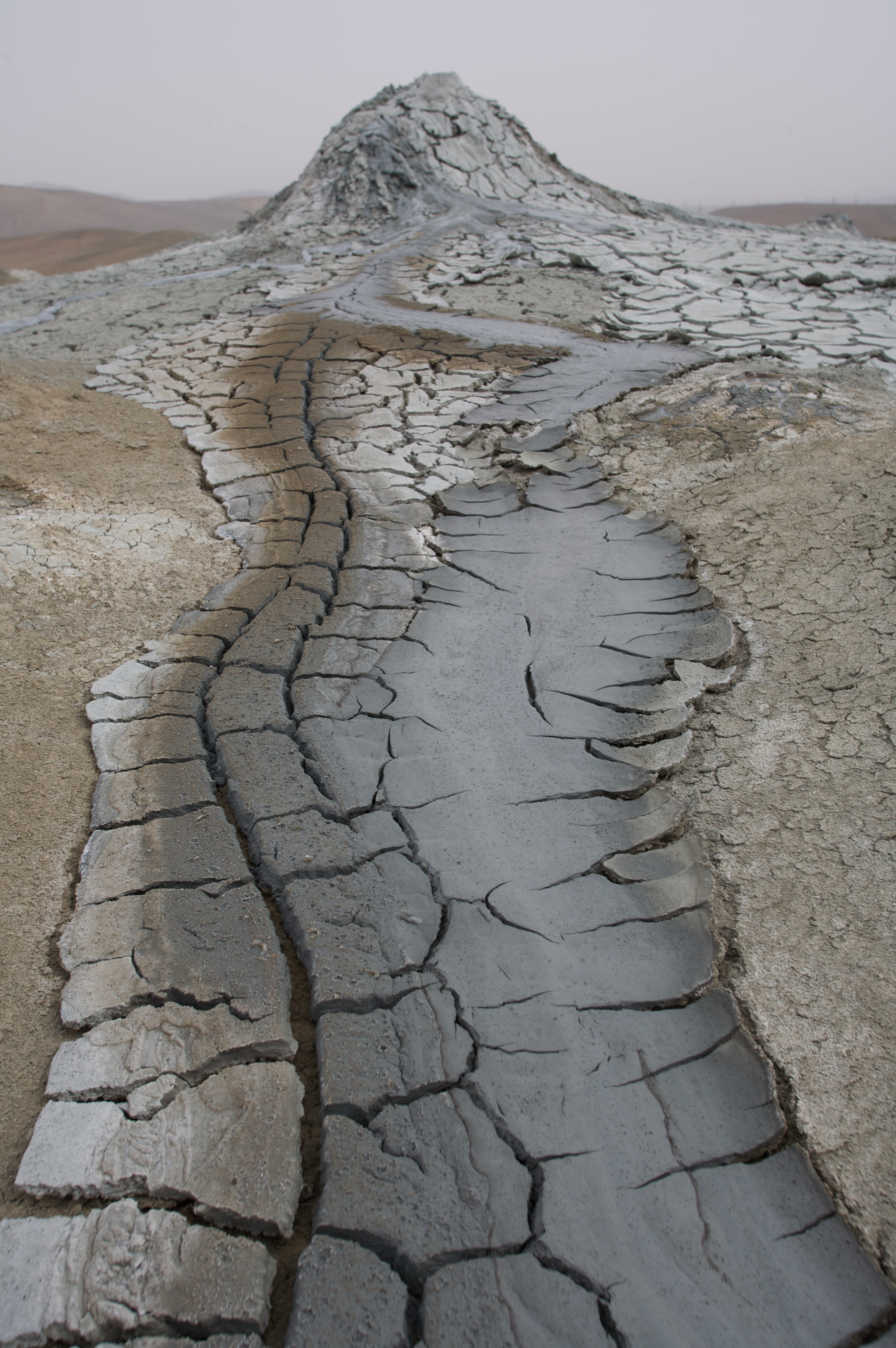
"Перекишгюл"
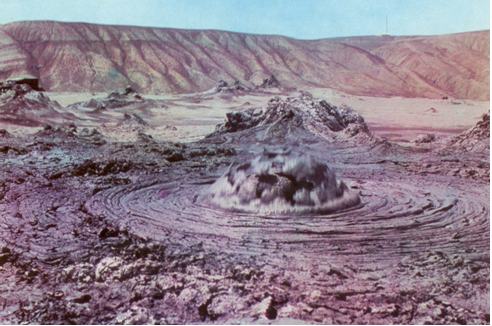
"Дашгил"
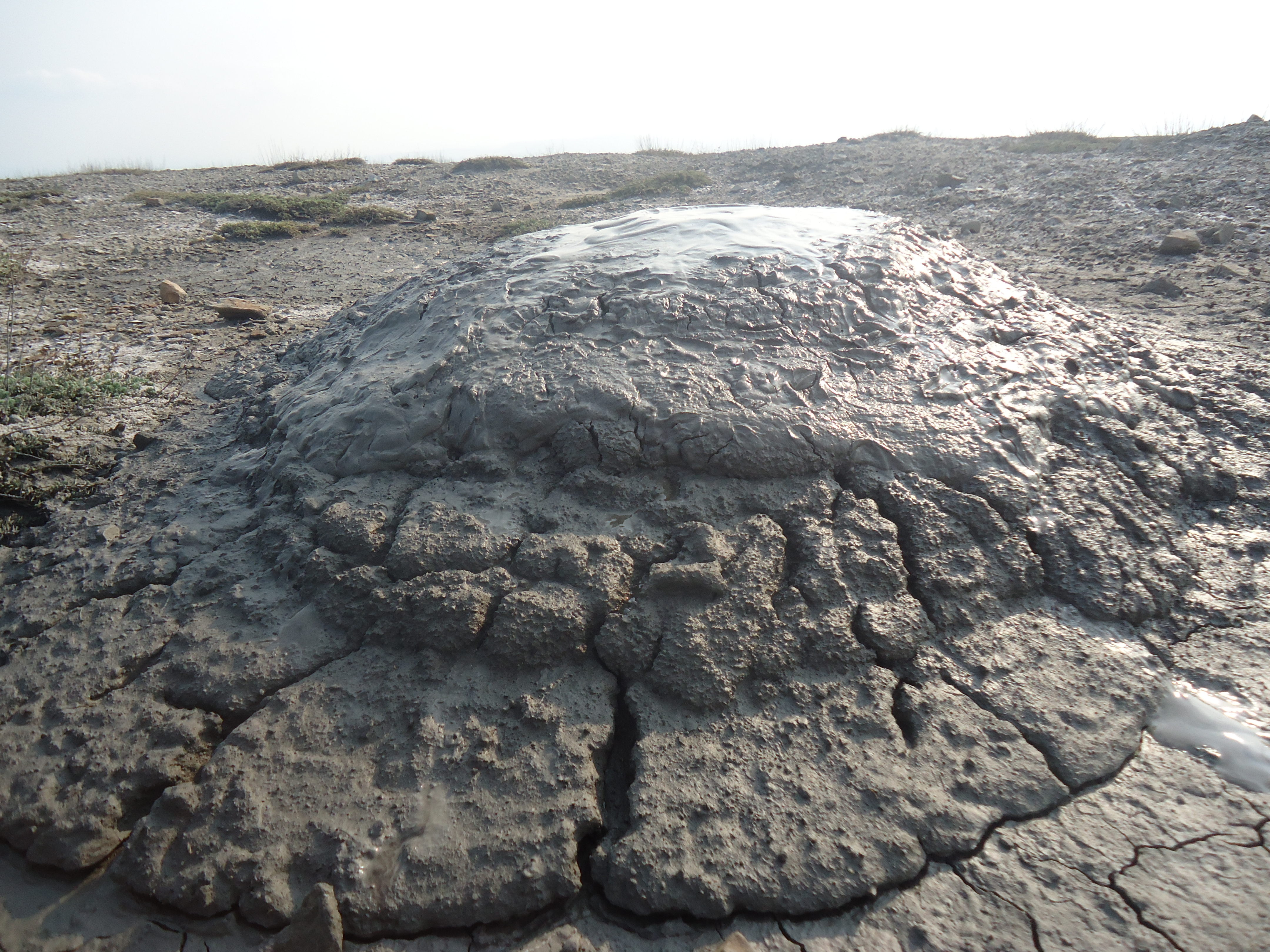
"Канизадаг"
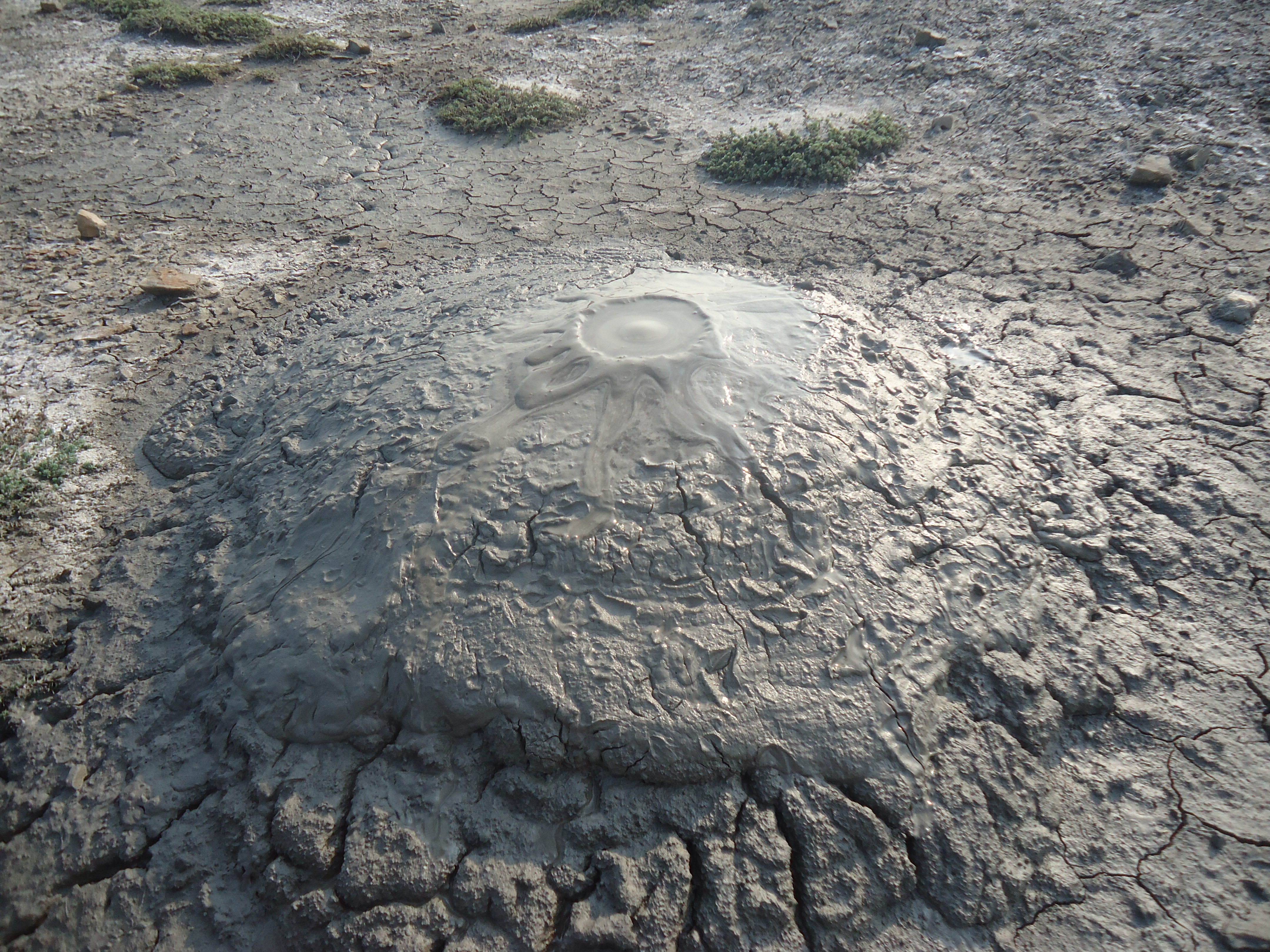
"Канизадаг"
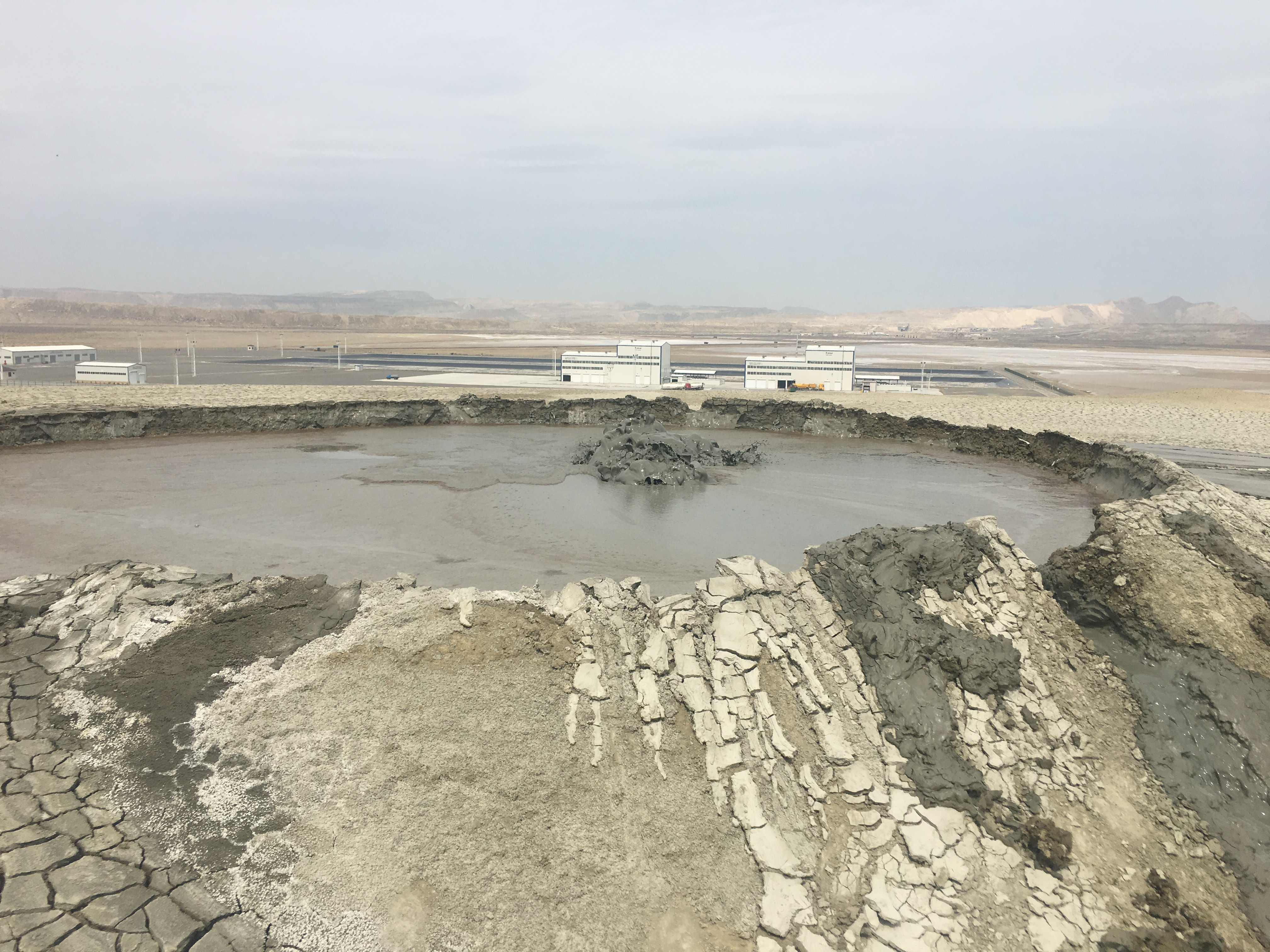
"Гарадаг"

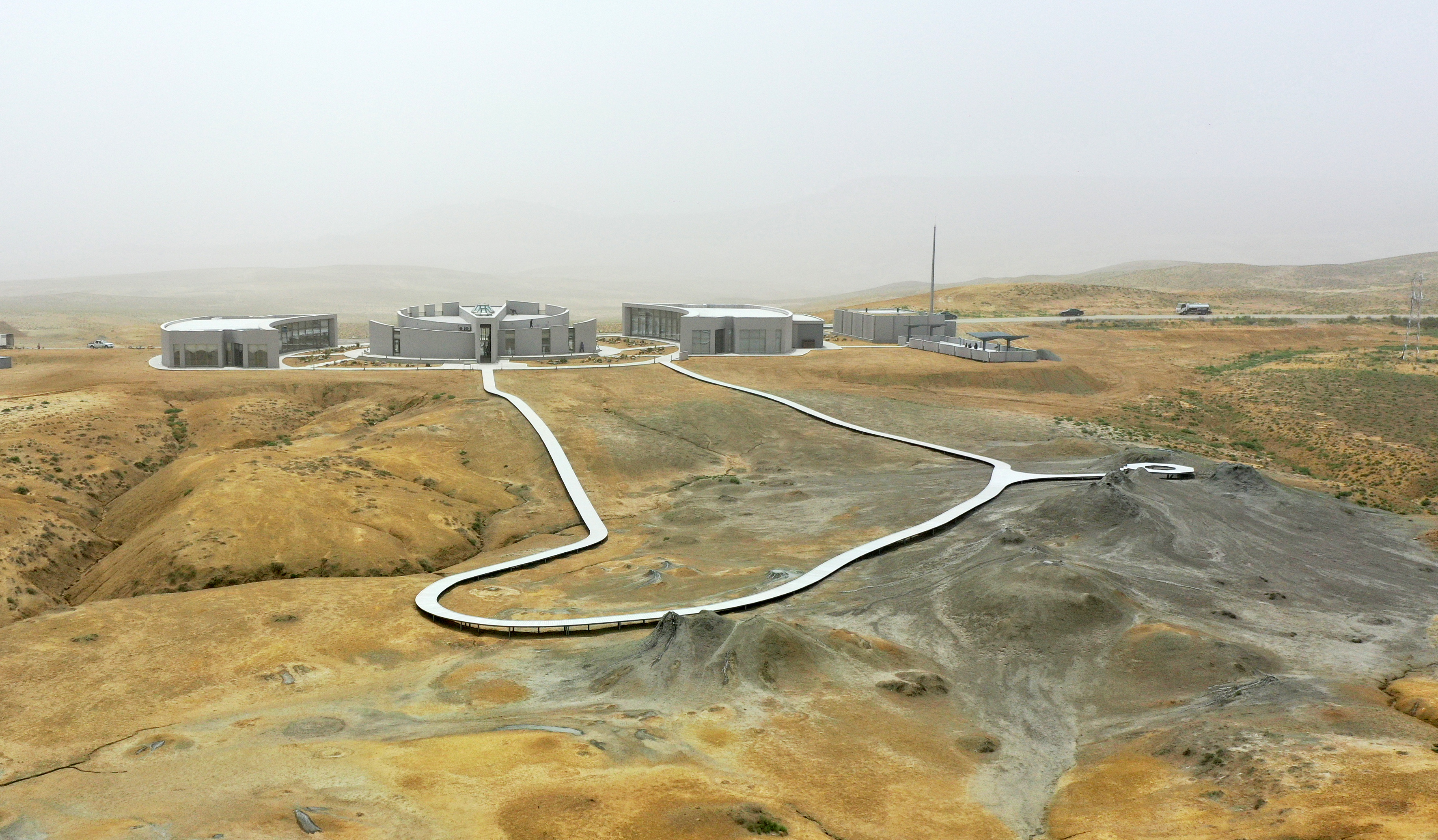
Туристический комплекс грязевых вулканов

15 сентября 2004 года крупнейший грязевой вулкан в мире, расположенный на территории Азербайджана, вошёл в книгу рекордов Гиннесса.
В 2009 году грязевые вулканы претендовали на место в списке «Семь природных чудес света».

## Туристический комплекс грязевых вулканов
13 июня 2024 года на территории Абшеронского района вблизи  грязевых вулканов «Гылындж» открыт туристический комплекс грязевых вулканов площадью 12 гектар. Здесь находятся выставочный зал, где представлены около 80 редких минералов и мастерская. где организованы мастер-классы по гончарному делу и живописи нефтью.

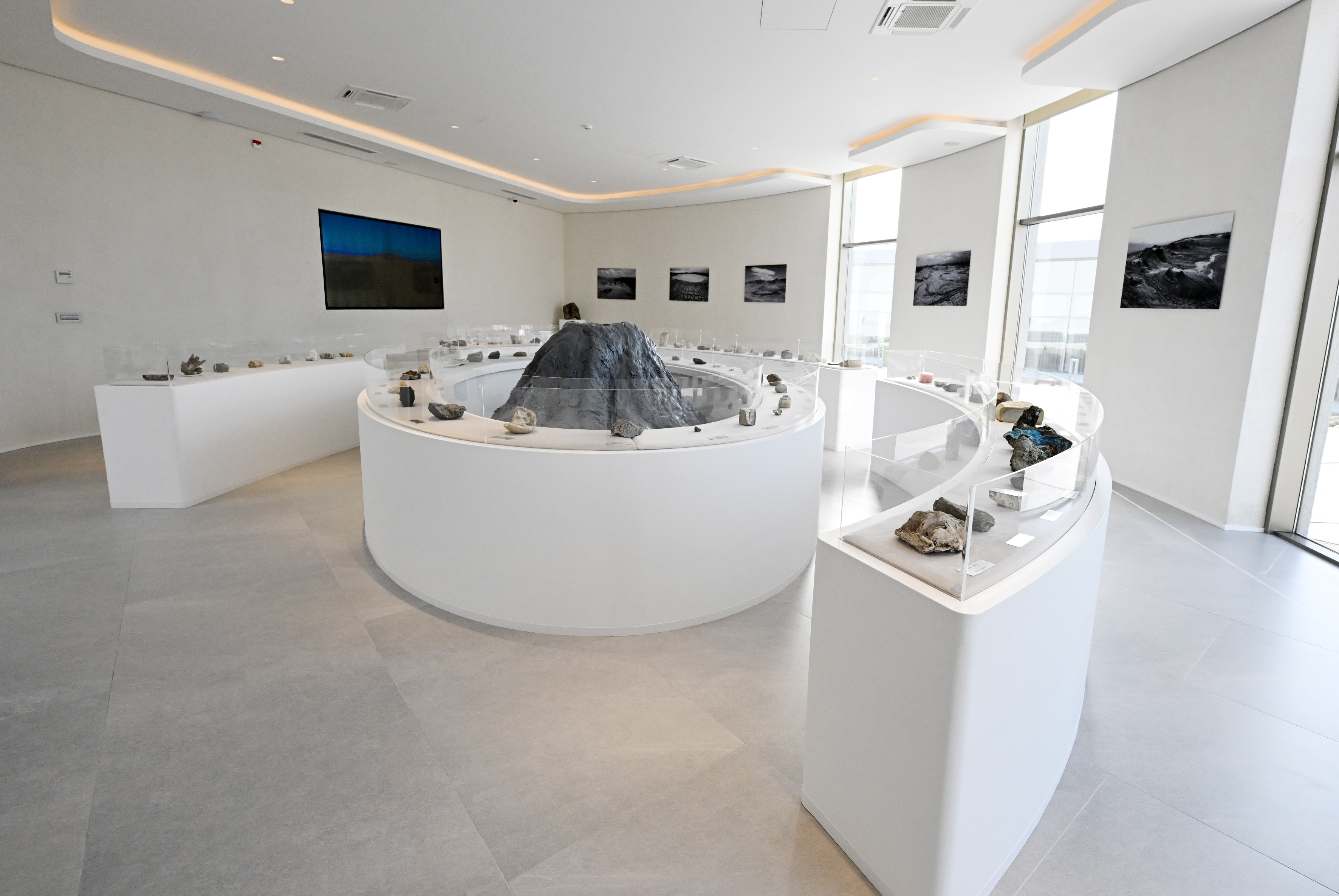
Музей туристического комплекса грязевых вулканов
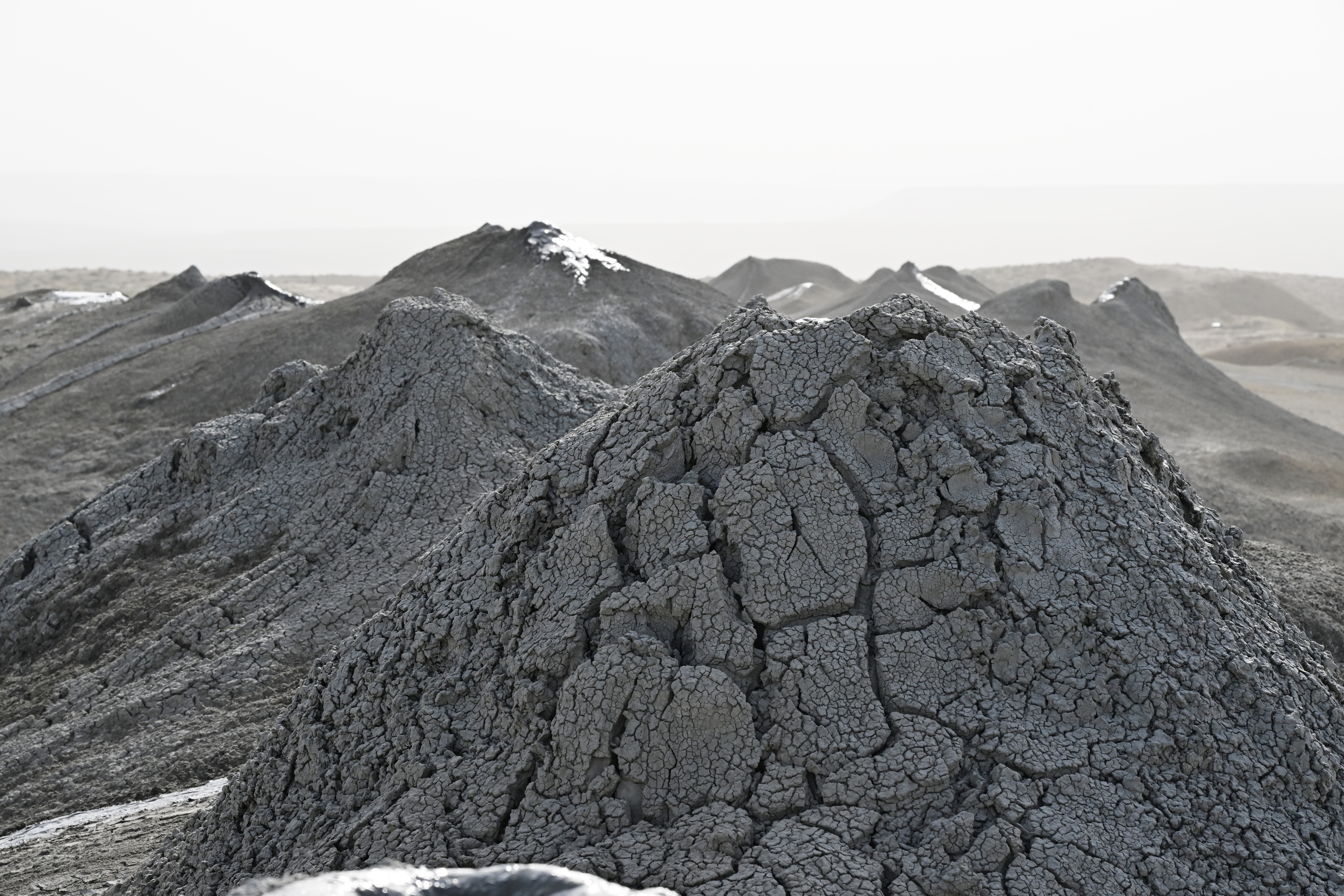
Грязевые вулканы «Гылындж» Абшеронский район
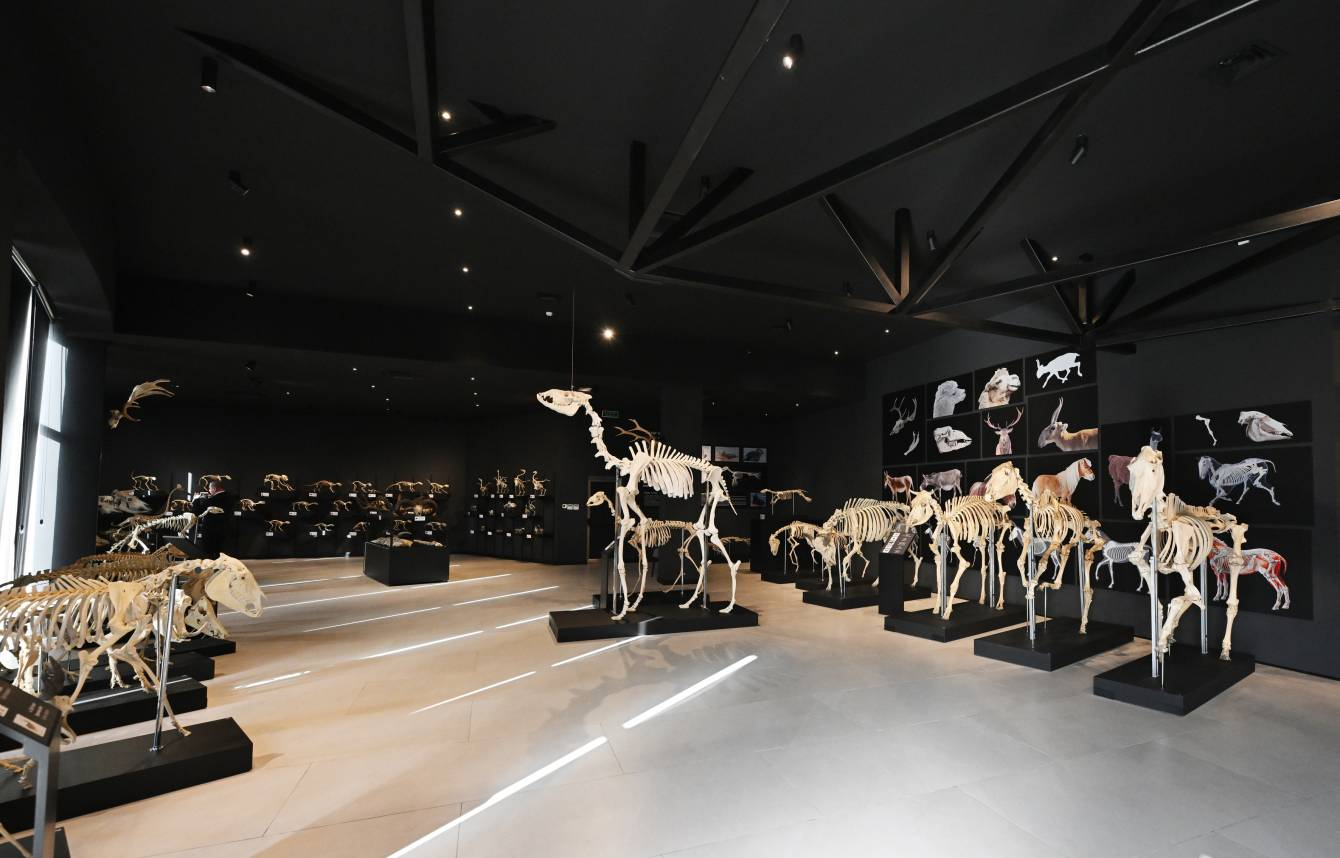
Музей туристического комплекса грязевых вулканов